# Live in Ukraine
Live in Ukraine („На живо в Украйна“) е двоен концертен албум и последният албум на британския музикален проект Куийн + Пол Роджърс. Записан е през септември 2008 г. по време на турнето „The Cosmos Rocks“ в Харкив, Украйна и е издаден на 15 юни 2009 г.
Концертът е благотворителен и се провежда преди началото на световното турне по покана на украинска неправителствена анти-СПИН организация, тъй като тогава Украйна има най-високият процент новозаболяли от СПИН в Европа. На „Площада на свободата“ във втория най-голям град в Украйна – Харкив – Куийн + Пол Роджърс свирят пред 350 000 души. Според концертен репортаж на Rock Times („Рок времена“) концертът е организиран перфектно и професионално във всяко отношение. 

## Списък с песните

### Диск едно
1. „One Vision“ (Джон Дийкън, Брайън Мей, Фреди Меркюри, Роджър Тейлър) – 4:03
2. „Tie Your Mother Down“ (Мей) – 2:29
3. „The Show Must Go On“ (Дийкън, Мей, Меркюри, Тейлър) – 4:37
4. „Fat Bottomed Girls“ (Мей) – 5:00
5. „Another One Bites the Dust“ (Дийкън) – 3:35
6. „Hammer to Fall“ (Мей) – 3:42
7. „I Want It All“ (Дийкън, Мей, Меркюри, Тейлър) – 4:10
8. „I Want to Break Free“ (Дийкън) – 3:55
9. „Seagull“ (Пол Роджърс, Мик Ралфс) – 4:50
10. „Love of My Life“ (Меркюри) – 5:45
  - вокали от Мей.
11. „'39“ (Мей) – 4:37
  - вокали от Мей.
12. „Drum Solo“ (Тейлър) – 5:00
13. „I'm in Love with My Car“ (Тейлър) – 3:42
  - вокали от Тейлър.
14. „Say It's Not True“ (Тейлър) – 4:02
  - вокали от Тейлър, Мей и Роджърс.

### Диск две
1. „Shooting Star“ (Роджърс) – 6:21
2. „Bad Company“ (Саймън Кърк, Роджърс) – 5:36
3. „Guitar Solo“ (Мей) – 3:58
4. „Bijou“ (Куийн) – 2:07
  - вокали от Меркюри (на запис).
5. „Last Horizon“ (Мей) – 4:32
6. „Crazy Little Thing Called Love“ (Меркюри) – 4:04
7. „C-lebrity“ (Тейлър) – 3:52
8. „Feel Like Makin' Love“ (Роджърс, Ралфс) – 6:45
9. „Bohemian Rhapsody“ (Меркюри) – 5:53
  - записани вокали на Меркюри, Роджърс на живо.
10. „Cosmos Rockin'“ (Тейлър) – 4:28
11. „All Right Now“ (Анди Фрейзър, Роджърс) – 5:31
12. „We Will Rock You“ (Мей) – 2:19
13. „We Are the Champions“ (Меркюри) – 2:59
14. „God Save the Queen“ (традиционна, аранжимент на Мей) – 2:05

### Бонус песни при цифровата версия за сваляне от интернет
1. „A Kind of Magic“ (Тейлър) – 5:43
2. „Radio Ga Ga“ (Тейлър) – 6:15

## Състав
- Брайън Мей: китари, аранжименти, вокали.
- Роджър Тейлър: барабани, перкусии, вокали.
- Пол Роджърс: вокали, китари, пиано.

- Спайк Едни: клавишни, перкусии, вокали.
- Джейми Моузис: китари, вокали.
- Дани Миранда: бас китара, акустична китара, вокали.